# Scopa (Italie)
Pour les articles homonymes, voir Scopa.
Scopa est une commune de la province de Verceil dans le Piémont en Italie.

## Administration
| Période                                  | Période  | Identité        | Étiquette | Qualité |
| ---------------------------------------- | -------- | --------------- | --------- | ------- |
| 14 juin 2004                             | En cours | Fausto Gianotti |           |         |
| Les données manquantes sont à compléter. |          |                 |           |         |

### Hameaux
Otra, Ramello, Salterana, Scopetta, Muro

### Communes limitrophes
Balmuccia, Boccioleto, Guardabosone, Postua, Scopello, Vocca